# كرسول مستدير الأوراق
كرسول مستدير الأوراق (الاسم العلمي:Crassula rotundifolia) هو نوع نباتي يتبع جنس الكرسول من فصيلة الكرسولية.